# Ekornavallen

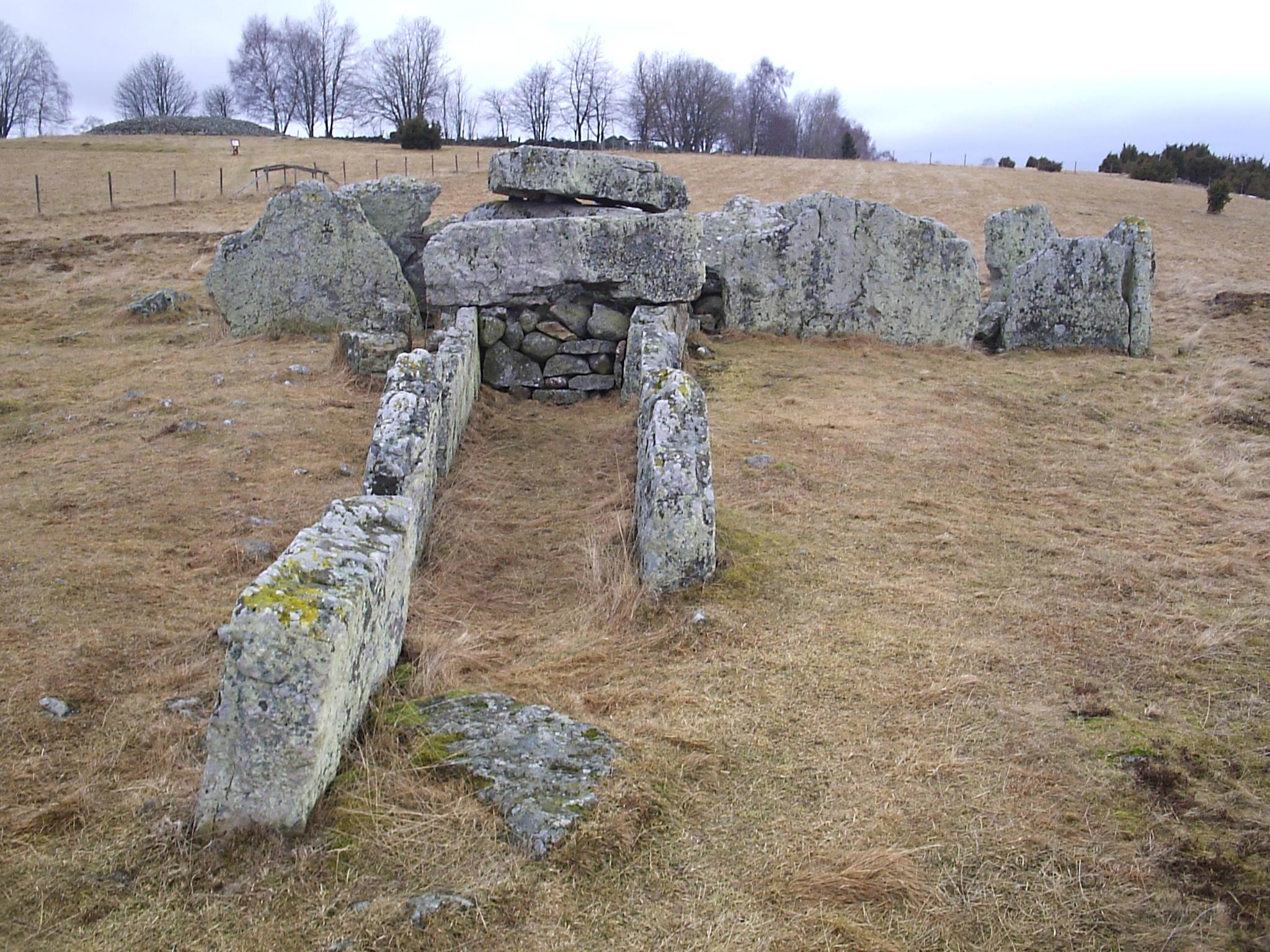
Girommen – „Piec Olbrzymki”

Ekornavallen – prehistoryczne cmentarzysko, znajdujące się w parafii Hornborga w gminie Falköping w szwedzkim regionie Västra Götaland.
Położone ok. 10 kilometrów na południe od Varnhem, na rozległej łące, cmentarzysko było wykorzystywane przez okres ponad 4000 lat. Znajdują się na nim kamienne struktury pochodzące z epoki kamienia, brązu i żelaza. Najstarsze z nich, datowane na okres neolitu, pochodzą z około 3300 p.n.e., najmłodsze pochodzą z epoki wikingów (800–1050 n.e.).
Na terenie Ekornavallen zachował się szereg różnorodnych struktur: 5 grobowców galeriowych z epoki kamienia, 2 kurhany z epoki brązu oraz pochodzące z epoki żelaza kręgi kamienne i wolno stojące głazy. Największym spośród nich jest neolityczny grobowiec galeriowy, przypuszczalnie rodzinny, znany pod nazwą Girommen – „Piec Olbrzymki”. Jego komora grobowa ma 13 m długości i 2 m szerokości. Wzniesiono go z płyt piaskowca z wyjątkiem kamienia stropowego, który wykonany został z granitu.